# Лётенайм
Лётена́йм (фр. Leutenheim) — коммуна на северо-востоке Франции в регионе Гранд-Эст (бывший Эльзас — Шампань — Арденны — Лотарингия), департамент Нижний Рейн, округ Агно-Висамбур, кантон Бишвиллер. До марта 2015 года коммуна в составе кантона Бишвиллер административно входила в округ Агно.
Площадь коммуны — 10,39 км², население — 838 человек (2006) с тенденцией к росту: 854 человека (2013), плотность населения — 82,2 чел/км².

## Население
Население коммуны в 2011 году составляло 855 человек, в 2012 году — 855 человек, а в 2013-м — 854 человека.
| 1962 | 1968 | 1975 | 1982 | 1990 | 1999 | 2006 | 2008 | 2011 | 2012 | 2013 |
| ---- | ---- | ---- | ---- | ---- | ---- | ---- | ---- | ---- | ---- | ---- |
| 701  | 709  | 711  | 730  | 669  | 788  | 838  | 847  | 855  | 855  | 854  |

Динамика населения:

## Экономика
В 2010 году из 576 человек трудоспособного возраста (от 15 до 64 лет) 445 были экономически активными, 131 — неактивными (показатель активности 77,3 %, в 1999 году — 74,9 %). Из 445 активных трудоспособных жителей работали 400 человек (226 мужчин и 174 женщины), 45 числились безработными (15 мужчин и 30 женщин). Среди 131 трудоспособных неактивных граждан 42 были учениками либо студентами, 48 — пенсионерами, а ещё 41 — были неактивны в силу других причин.

## Достопримечательности (фотогалерея)
- Церковь
- Каземат